# 미즈호촌 (후쿠시마현)
미즈호촌(水保村)은 후쿠시마현 시노부군에 있던 촌이다. 1956년 9월 30일 미즈호촌, 오니와촌, 노다촌 등 3개 촌이 합병하여 아즈마촌이 신설되고 폐지되었다. 후쿠시마시 서부가 미즈호촌이 있던 곳이다. 후쿠시마시 서부, 주로 아라카와 스가와 사이에 위치한 지역이다.

## 역사
- 1889년 4월 1일 - 정촌제 시행에 의해 도후네촌, 쇼노촌, 사쿠라모토촌의 구역을 가지고 성립하였다.
- 1956년 9월 30일 - 미즈호촌, 오니와촌, 노다촌 등 3개 촌이 합병하여 아즈마촌이 신설되고, 미즈호촌 등은 폐지되었다.

## 참고 문헌
- 角川日本地名大辞典 7 福島県